# Wiadomości Ubezpieczeniowe
Wiadomości Ubezpieczeniowe – kwartalnik adresowany głównie do środowiska ubezpieczeniowego ale również do przedstawicieli innych zawodów związanych z rynkiem finansowym. „Wiadomości Ubezpieczeniowe” są najstarszym polskim czasopismem o ubezpieczeniach. Czasopismo wydawane jest od roku 1947.
Od 1975 r. czasopismo jest członkiem Press Internationale d'Assurances. Od 2005 roku wydawcą jest Polska Izba Ubezpieczeń (PIU). Od 2018 roku czasopismo ukazuje się tylko w wersji elektronicznej.
Od 2018 roku „Wiadomości Ubezpieczeniowe” przyjęły profil prawniczy. Do publikacji przyjmowane są teksty z zakresu prawa cywilnego, prawa ubezpieczeń gospodarczych, prawa ubezpieczeń społecznych, a także prawa finansowego, prawa bankowego i europejskiego w zakresie powiązanym z rynkiem ubezpieczeń. Redakcja przyjmuje także artykuły dotyczące zagranicznego prawa ubezpieczeniowego oraz praktyki ubezpieczeniowej i orzeczniczej w innych krajach oraz o problematyce ekonomicznej.
Streszczenia opublikowanych artykułów są publikowane w bazach CEJSH, Index Copernicus, POLON oraz BazEkon. Obecnie punktacja czasopisma przez MEiN wynosi 70 pkt (zob. Komunikat Ministra Edukacji i Nauki z dnia 9 lutego 2021 r. w sprawie wykazu czasopism naukowych i recenzowanych materiałów z konferencji międzynarodowych.)
Numer ISSN 0137–7264
Redakcja „Wiadomości Ubezpieczeniowych”: redaktor naczelna – prof. dr hab. Ewa Bagińska (Uniwersytet Gdański); zastępca redaktor naczelnej – dr hab. Władysław Wojciech Mogilski, prof. UR (Uniwersytet Rzeszowski); sekretarz naukowy – mgr Paulina Wyszyńska-Ślufińska, radca prawny (Uniwersytet Gdański).
Rada Naukowa „Wiadomości Ubezpieczeniowych”: prof. dr hab. Michał Romanowski (przewodniczący) – Uniwersytet Warszawski, Christopher J. Robinette, Prof. of Law Widener University Commonwealth Law School, Harrisburg, Pensylvania, prof. zw. dr hab. Bogusława Gnela – Uniwersytet Ekonomiczny w Krakowie, prof. Israel Gilead – Hebrew University (Professor Emeritus), prof. Bernard A. Koch – Universität Innsbruck, dr hab. Magdalena Szczepańska – Uniwersytet Warszawski, dr hab. Jakub Pokrzywniak – Uniwersytet im. Adama Mickiewicza.